# Maddie Leech
Madelaine « Maddie » Leech née le 4 mai 2003 à Huddersfield, est une coureuse cycliste britannique. Spécialiste des épreuves d'endurance sur piste, elle pratique également le cyclisme sur route.

## Biographie
En 2016, Maddie Leech commence le cyclisme en compétition à l'âge de 13 ans après avoir vu à la télévision la victoire olympique du quatuor féminin britannique. À part elle, personne dans sa famille ne s'intéressait au cyclisme. Elle participée à ses premières courses de cyclo-cross et à partir de 2017, elle court également sur piste. Elle est devenue membre du Manchester Track Training Cluster de British Cycling. À partir de 2018, elle se concentre sur les courses sur piste et remporte ses premières courses.
Elle court pour Huddersfield Star Wheelers avant de rejoindre l'équipe CAMS-Basso en 2022. Elle fait partie de l'équipe titrée en 2021 lors de la poursuite par équipes du championnat d'Europe juniors (moins de 19 ans), où elle décroche également l'argent sur la course aux points. La même année, alors qu'elle est toujours chez les juniors (moins de 19 ans), elle est sélectionnée pour les championnats d'Europe sur piste élites, où elle prend la quatrième place de la poursuite par équipes. Elle participe également aux mondiaux sur route juniors, où sa compatriote Zoe Bäckstedt devient championne du monde.
En 2022, Leech remporte la médaille d'argent sur la course à l'américaine et la médaille de bronze sur l'omnium aux championnats nationaux. Durant l'été, elle est sélectionnée pour les Jeux du Commonwealth de 2022 à Birmingham. Elle participe à quatre épreuves et remporte la médaille de bronze dans la poursuite par équipes,.

## Palmarès sur piste

### Jeux du Commonwealth
| Édition / Épreuve | Poursuite par équipes |
| Birmingham 2022   | Bronze                |

### Championnats d'Europe
| Édition / Épreuve        | Poursuite individuelle | Poursuite par équipes | Course aux points | Américaine             | Omnium |
| Apeldoorn 2021 (juniors) |                        | Or                    | Argent            |                        |        |
| Granges 2021             | 14e                    | 4e                    |                   |                        |        |
| Anadia 2022 (espoirs)    |                        |                       | 4e                |                        |        |
| Anadia 2023 (espoirs)    |                        | Or                    |                   | Or (avec Sophie Lewis) |        |
| Cottbus 2024 (espoirs)   |                        | Or                    | Bronze            | Argent                 |        |
| Heusden-Zolder 2025      |                        | Bronze                |                   |                        | Argent |
| Anadia 2025 (espoirs)    |                        | Or                    |                   |                        | Argent |

### Championnats nationaux
- 2022
  - 2e de l'américaine
  - 3e de l'omnium
- 2023
  -  Championne de Grande-Bretagne de poursuite par équipes
  - 2e de la course aux points
- 2024
  -  Championne de Grande-Bretagne de poursuite par équipes

## Palmarès sur route
- 2021
  - 5e du championnat du monde sur route juniors
- 2023
  -  Championne de Grande-Bretagne du contre-la-montre espoirs
  - 3e du championnat de Grande-Bretagne du critérium
- 2024
  - 2e du championnat de Grande-Bretagne du contre-la-montre espoirs
- 2025
  - 2e de l'Otley Grand Prix
  - 3e du championnat de Grande-Bretagne du contre-la-montre espoirs